# Michael Graves
Michael Graves (9. července 1934 Indianapolis, Indiana – 12. března 2015 Princeton, New Jersey) byl americký architekt. Byl členem tzv. New York Five – skupiny modernistických architekti z šedesátých let (patřili mezi ně například také Richard Meier, Peter Eisenman, Charles Gwathmey a John Hejduk). V sedmdesátých letech začal spolupracovat s Robertem Venturinim – nejvýznamnějším představitelem americké postmodernistické architektury.

## Biografie

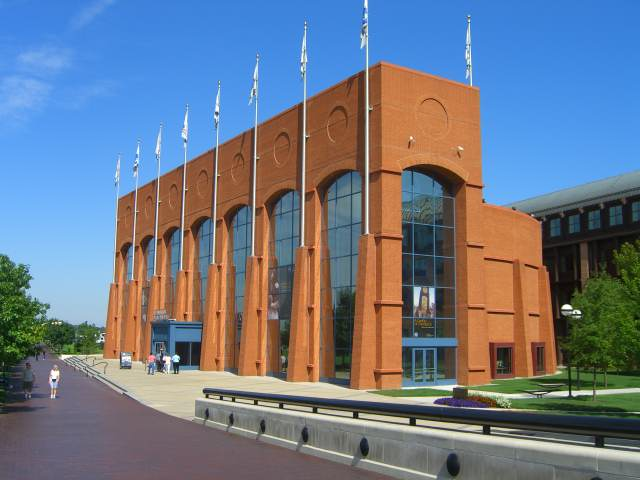
Muzeum NCAA Hall of Champions v Indianapolisu, jehož architektem je Michael Graves

Narodil se v Indianapolisu ve státě Indiana. Studoval na Broad Ripple High School, kde v padesátých letech získal diplom. Později studoval architekturu na univerzitě v Cincinnati a na Harvardu, kde v roce 1959 získal magisterský titul. Obdržel dvouleté stipendium na Americké akademii v Římě a po návratu do Spojených států začal učit na Princetonské univerzitě, kde se o deset let později stál řádným profesorem architektury.
Postavil více než 350 budov celosvětového významu. Velké množství úředních budov, ústředí administrativy, hotelů, restaurací, sportovních a rekreačních center, muzeí, divadel a knihoven. V roce 1999 byl Graves oceněn National Medal of Arts a roku 2001 získal Zlatou medaili American Institute of Architects. V roce 2003 na infekci neznámého původu Graves ochrnul od pasu dolů. To mu však nebránilo aby pokračoval ve své tvůrčí oblasti.